# Oberhegenau
Oberhegenau ist ein Gemeindeteil des Marktes Colmberg im Landkreis Ansbach (Mittelfranken, Bayern). Oberhegenau liegt in der Gemarkung Binzwangen.

## Geografie
Der Weiler liegt am Furtgraben, einem linken Zufluss der Altmühl. Im Nordwesten liegt das Bergfeld, im Nordosten das Lange Strichfeld, 1 km nördlich erhebt sich der Sauberg (484 m ü. NHN). Die Staatsstraße 2245 führt über Anfelden zu einer Anschlussstelle der B 13 bei Oberdachstetten (4,5 km nördlich) bzw. zur Staatsstraße 2250 bei Unterfelden (1,7 km südlich). Die Kreisstraße AN 2 zweigt von der St 2245 nach Unterhegenau ab (1,3 km östlich). Durch den Ort verläuft der Fränkische Marienweg.

## Geschichte
Im 16-Punkte-Bericht des brandenburg-ansbachischen Oberamts Colmberg aus dem Jahr 1608 wurden für Oberhegenau zehn Mannschaften verzeichnet: zwei Anwesen unterstanden dem Kastenamt Colmberg und acht Anwesen dem eichstättischen Propsteiamt Herrieden. Das Hochgericht übte das Vogtamt Colmberg aus. Im 16-Punkte-Bericht des Oberamts Colmberg aus dem Jahr 1681 sind die grundherrschaftlichen Verhältnisse für Oberhegenau unverändert. Das Hochgericht übte weiterhin das Vogtamt Colmberg aus, was aber vom brandenburg-bayreuthischen Schultheißenamt Markt Bergel strittig gemacht wurde.
Gegen Ende des 18. Jahrhunderts bildete Binzwangen mit Oberhegenau eine Realgemeinde. In Oberhegnau gab es weiterhin zehn Anwesen. Das Hochgericht übte das Schultheißenamt Markt Bergel aus. Die Dorf- und Gemeindeherrschaft hatte das eichstättische Vogtamt Aurach. Grundherren waren das Kastenamt Colmberg (zwei Anwesen) und das Propsteiamt Herrieden (acht Anwesen). Neben den Anwesen gab es noch kommunale Gebäude (Hirtenhaus, Brechhaus).
Von 1797 bis 1808 unterstand der Ort dem Justizamt Leutershausen und Kammeramt Colmberg.
Im Rahmen des Gemeindeedikts wurde Oberhegenau dem 1808 gebildeten Steuerdistrikt Binzwangen und der 1810 gegründeten Ruralgemeinde Binzwangen zugeordnet. Am 1. Mai 1978 wurde Oberhegenau im Zuge der Gebietsreform in Bayern nach Colmberg eingemeindet.

## Einwohnerentwicklung
| Jahr      | 001818 | 001840 | 001861 | 001871 | 001885 | 001900 | 001925 | 001950 | 001961 | 001970 | 001987 | 002007 | 002020 |
| Einwohner | 77     | 77     | 58     | 68     | 72     | 54     | 66     | 81     | 49     | 50     | 60     | 36     | 33     |
| Häuser    | 11     | 11     |        |        | 11     | 10     | 10     | 11     | 11     |        | 9      |        |        |
| Quelle    | [ 13 ] | [ 14 ] | [ 15 ] | [ 16 ] | [ 17 ] | [ 18 ] | [ 19 ] | [ 20 ] | [ 21 ] | [ 22 ] | [ 23 ] | [ 24 ] | [ 1 ]  |

## Religion
Der Ort ist seit der Reformation evangelisch-lutherisch geprägt und bis heute nach St. Sebastian, Cornelius und Cyprian (Binzwangen) gepfarrt. Die Einwohner römisch-katholischer Konfession sind nach St. Johannis (Rothenburg ob der Tauber) gepfarrt.